# Krabby
Krabby (japanski: クラブ Kurabu) jedan je od 1025 fiktivnih vrsta Pokémona iz medijske franšize Pokémon, skupa Pokémon videoigara, animiranih serija, manga stripova, knjiga, igraćih karata i drugih medija kojima je tvorac Satoshi Tajiri. Svrha je Krabbyja u videoigrama, animiranoj seriji i manga stripovima, kao i svrha ostalih Pokémona, borba s divljim Pokémonima – neukroćenim stvorenjima koje igrači i likovi pronalaze dok kreću na razne avanture – i pripitomljenim Pokémonima drugih Pokémon trenera.

## Etimologijaimena
Ime Krabby dolazi od engleske riječi "crab" = rak, odnoseći se na sličnost s tom životinjom, na čijem se liku temelji Krabby, i "crabby" = zlovoljan, odnoseći se na Krabbyjevu osobnost.

## Pokédex podaci
- Pokémon Red/Blue: Kliješta mu ne služe samo kao snažno oružje, već njima održava ravnotežu kad ide postrance.
- Pokémon Yellow: Njegova kliješta su sjajno oružje. Katkad puknu tijekom borbe ali brzo opet izrastu.
- Pokémon Gold: Ako osjeti da se približava nevolja, ogrne se mjehurićima iz usta tako da izgleda veće.
- Pokémon Silver: Njegove štipaljke lako pucaju. Ako izgubi jednu, otežano hoda postrance.
- Pokémon Crystal: Ako ne može pronaći hranu, upija hranjive tvari gutajući pijesak.
- Pokémon Ruby/Sapphire: Krabbyiji žive na plažama, zakopani unutar rupa u pijesku. Na pješčanim plažama s malo hrane, možete vidjeti ove Pokémone kako se međusobno prepiru oko teritorija.
- Pokémon Emerald: Krabbyiji žive zakopani na plažama. Na pješčanim plažama s malo hrane, možete vidjeti ove Pokémone kako se međusobno prepiru oko teritorija.
- Pokémon FireRed: Možete ga susresti blizu mora. Velika kliješta brzo izrastu ako su iščupana iz svojih spojnica.
- Pokémon LeafGreen: Njegova kliješta mu ne služe samo kao snažno oružje, već njima održava ravnotežu kad ide postrance.
- Pokémon Diamond/Pearl: Živi u dupljama na pjeskovitim plažama. Njegova kliješta u potpunosti izrastu ako su isčupana u borbi.

## U videoigrama
Krabby je dostupan u igrama Pokémon Red i Blue, Pokémon Yellow, Pokémon Gold i Silver, Pokémon Crystal, i Pokémon FireRed i LeafGreen. U svim gore navedenim videoigrama, Krabby je posvuda prisutan, i može ga se pronaći različitim metodama (u travi, pecanjem, smrskavanjem kamenja) na različitim mjestima.
Tijekom treniranja Krabbyja do 28. razine, kada se razvija u Kinglera, njegove su promjenjive statistike izrazito vidljive: posjeduje izrazito visok Attack i Defense status za Elementarnog Pokémona, što je izjednačeno ispod prosječnim Speed statusom i veoma niskim HP, Special Attack i Special Defense statusima. 
Nakon što se Krabby razvije u Kinglera, sve se njegove statistike povećaju za 25 bodova.

## Tehnike
| Prirodne tehnike             | Prirodne tehnike | Prirodne tehnike |
| ---------------------------- | ---------------- | ---------------- |
| Tehnika                      | Vrsta tehnike    | Razina           |
| Igranje u blatu (Mud Sport)  | Zemljani         |                  |
| Mjehurići (Bubble)           | Vodeni           |                  |
| Škripac (ViceGrip)           | Normalni         | 5                |
| Opaki pogled (Leer)          | Normalni         | 9                |
| Otvrdnjavanje (Harden)       | Normalni         | 11               |
| Mjehurasti mlaz (Bubblebeam) | Vodeni           | 15               |
| Hitac blatom (Mud Shot)      | Zemljani         | 19               |
| Metalna kandža (Metal Claw)  | Čelični          | 21               |
| Topot (Stomp)                | Normalni         | 25               |
| Zaštita (Protect)            | Normalni         | 29               |
| Giljotina (Guillotine)       | Normalni         | 31               |
| Tresak (Slam)                | Normalni         | 35               |
| Slana voda (Brine)           | Vodeni           | 39               |
| Račji čekić (Crabhammer)     | Vodeni           | 41               |
| Mlatilo (Flail)              | Normalni         | 45               |

## Statistike
| HP:      | 30  |  |
| Attack:  | 105 |  |
| Defense: | 90  |  |
| Special: | 25  |  |
| SpAtk:   | 25  |  |
| SpDef:   | 25  |  |
| Speed:   | 50  |  |

Statistika Special korištena je samo tijekom prve generacije; kasnije je podijeljenja na Special Attack i Special Defense statistike.

## U animiranoj seriji
U epizodi "Mystery At The Lighthouse", Ash Ketchum uhvati Krabbyja na plaži; doduše, u tom je trenutku imao 6 Pokémona u svom timu, te je Krabby automatski prenesen u laboratorij profesora Oaka. Koristio ga je samo u Indigo ligi protiv Mandyja, gdje se borio i pobijedio Mandyjeva Exeggutora, a zatim se razvio u Kinglera; otada živi u laboratoriju profesora Oaka s ostalim Ashovim Pokémonima.